# Huge Video
Huge Video là một công ty sản xuất phim khiêu dâm đồng tính nam, được thành lập bởi Matt Sterling, một đạo diễn và nhà sản xuất phim khiêu dâm.

## Giải thưởng
- Giải Gay Producers Association 1985 cho Video Xuất sắc nhất và Quay phim xuất sắc nhất cho "Inch by Inch".[3]
- Giải AVN / GayVN Awards 1985 cho Hãng phim Xuất sắc nhất.[4]
- Giải XRCO 1986 cho Diễn xuất Tốt nhất cho "Bigger than Life".[5]
- Giải XRCO 1989 cho Diễn xuất Tốt nhất cho "Heat in the Night".[5]
- Giải Grabby Awards 2002 cho Phim Cổ điển Xuất sắc nhất cho "Scorcher".[6]

## Những bộ phim đáng chú ý
- 1983: A Matter of Size 1 (Nỗi lo Cỡ 1)
- 1984: Like a Horse (Như Ngựa)
- 1985: Inch By Inch (Inch từng Inch)
- 1989: Best of All 1 Matt Sterling (Tất cả chỉ 1 Matt Sterling)
- 1989: Heat in the Night (Nhiệt đêm)
- 1992: Best of All 2 Matt Sterling (Tất cả chỉ 2 Matt Sterling)
- 1994: Thriller (Kinh dị)
- 1996: The Choice So Hard To Resist (Sự lựa chọn khó từ chối)
- 1998: Back for More (Trở lại với nhiều hơn nữa)
- 1998: Fresh! (Tươi!)
- 1998: Raging River The Ultimate Rush (Sông Raging: Cuộc đua Cuối cùng)
- 1999: Mansized aka: Power Drivers (Cỡ Đàn ông: Tài xe Mạnh mẽ)
- 1999: Uncut (Bản gốc)
- 2000: Awesome (Tuyệt vời)
- 2000: Endless Heat (Ngọn lửa Không tắt)
- 2000: Every Last Inch (Những Inch cuối cùng)
- 2000: Feel the Fire (Cảm nhận hơi Lửa)
- 2000: This is Huge (Thật là Lớn)
- 2002: Feast Your Eyes (Tình trong Mắt anh)